# Крістіан Бейл
Крістіан Чарльз Філіп Бейл (англ. Christian Bale, Christian Charles Philip Bale; нар. 30 січня 1974, Пембрукшир, Уельс, Велика Британія) — британський кіноактор родом з Уельсу, отримав в 2010 році американське громадянство. Лауреат премій «Золотий глобус» і «Оскар» в номінації «Найкраща чоловіча роль другого плану» за фільм «Боєць». Також широко відомий як виконавець ролі Бетмена у культовій трилогії «Темний лицар» Крістофера Нолана.

## Біографія
Народився 30 січня 1974 року в Гейверфордвесті на заході Уельсу.
Через професії батьків (батько — пілот цивільної авіації, мати — артистка цирку), сім'я неодноразово змінює місце проживання, дитинство Бейла проходить у Великій Британії, Португалії та Америці (в Каліфорнії).

## Творчість
Почав свою акторську кар'єру у дев'ять років, знявшись у 1983 році в рекламному ролику для британського телебачення. Рік по тому відбувається театральний дебют Бейла — у виставі «Кретин» (The Nerd) він грає разом з відомим коміком Роуеном Аткінсоном. Дебютом у великому кіно стає роль у спільному радянсько-скандинавському — фільмі «Міо, мій Міо» (1987). У цій картині, яку поставив Володимир Грамматіков за мотивами дитячої казки Астрід Ліндгрен, актор-початківець грає друга головного героя Міо.
Всесвітня популярність приходить до актора в кінці 1987 року після виходу другої картини з його участю — драми Стівена Спілберга «Імперія сонця». Дія фільму, знятого за однойменним автобіографічним романом Джеймса Балларда, відбувається під час Другої Світової Війни в окупованому японською армією Китаї. Герой Бейла — англійський підліток Джим, що живе зі своїми батьками в Шанхаї, — після початку війни опиняється в жахливих умовах японського концентраційного табору. отримує нагороду «Видатна Робота Юного Актора» від Національної ради кінокритиків США, однак він важко переносить випробування раптової слави і на деякий час йде з кіно.
Повернення на кіноекрани відбувається в картині «Генріх V» (1989) — екранізації п'єси Вільяма Шекспіра, режисера Кеннета Брана. Потім йдуть дві роботи в телевізійних фільмах, також є адаптація літературних творів, «Острів скарбів» (1990) за романом Роберта Стівенсона і «Вбивство по-джентльменськи» (1991) за детективом Джона Ле Карра.
Першою «дорослою» роботою Бейла стає головна роль в ретро-мюзиклі 1992 року «Продавці новин», готуючись до зйомок, він навчається співу і танців. Спроба студії Disney відродити класичний голлівудський жанр оглушливо провалюється, однак критика відзначає прекрасну гру молодих акторів, зайнятих у фільмі. Своє нове вміння танцювати Бейл щосили використовує в наступній картині. У Антивоєнний музичній драмі «Свінґові діти» (1993) актор бере участь в декількох складних хореографічних сценах поряд з професійними танцюристами. У 2002 році знявся у фільмі «Еквілібріум». Для фільму «Машиніст», актор сидів на дієті, яка складається в основному з кави і яблук, і скинув 28,5 кг ваги.

## Особисте життя
Проживає в Лос-Анджелесі з 1992 року. Він подав заявку на отримання громадянства США у 2010 році і завершив процес натуралізації в 2014 році.
29 січня 2000 року Бейл одружився з колишньою моделлю Сандрою «Сібі» Блажич у Лас-Вегасі. Пара має дочку та сина.
Бейл став вегетаріанцем у сім років, але в 2009 році сказав, що він перестав бути вегетаріанцем. Він перестав їсти червоне м'ясо, прочитавши дитячу книжку «Павутина Шарлотти». Бейл вважається активістом за права тварин, зокрема він підтримує організації Greenpeace, World Wide Fund for Nature, Doris Day Animal League, Dian Fossey Gorilla Fund International та Redwings Horse Sanctuary.
22 липня 2008 року Бейл був заарештований у Лондоні після того, як його мати та сестра Шерон повідомили про нього в поліцію за ймовірний напад на готель. Його відпустили під заставу. Бейл спростував ці звинувачення, а пізніше назвав інцидент «глибоко особистою справою». 14 серпня Корона прокуратура заявила, що не вживатиме подальших дій проти нього через «недостатність доказів, щоб забезпечити реальну перспективу засудження».

## Фільмографія

### Кінофільми
| Рік  |    | Українська назва                | Оригінальна назва            | Роль                       |
| ---- | -- | ------------------------------- | ---------------------------- | -------------------------- |
| 1987 | ф  | Міо, мій Міо                    | Mio min Mio                  | Юм-Юм                      |
| 1987 | ф  | Імперія Сонця                   | Empire of the Sun            | Джим Грем                  |
| 1989 | ф  | Генріх V                        | Henry V                      | хлопчик                    |
| 1992 | ф  |                                 | Newsies                      | Джек Келлі                 |
| 1993 | ф  |                                 | Swing Kids                   | Томас Бергер               |
| 1994 | ф  | Принц Ютландії                  | Prince of Jutland            | Амлет                      |
| 1994 | ф  | Маленькі жінки                  | Little Women                 | Теодор «Лорі» Лоуренс      |
| 1995 | мф | Покахонтас                      | Pocahontas                   | Томас (голос)              |
| 1996 | ф  |                                 | The Portrait of a Lady       | Едвард                     |
| 1996 | ф  | Таємний агент                   | The Secret Agent             | Стіві                      |
| 1997 | ф  |                                 | Metroland                    | Кріс Ллойд                 |
| 1998 | ф  |                                 | Velvet Goldmine              | Артур Стюарт               |
| 1998 | ф  |                                 | All the Little Animals       | Боббі Плетт                |
| 1999 | ф  | Сон літньої ночі                | A Midsummer Night's Dream    | Деметрій                   |
| 2000 | ф  | Американський психопат          | American Psycho              | Патрік Бейтман             |
| 2000 | ф  | Шафт                            | Shaft                        | Волтер Вейд мол.           |
| 2001 | ф  | Вибір капітана Кореллі          | Captain Corelli's Mandolin   | Мандрас                    |
| 2002 | ф  | Лавровий каньйон                | Laurel Canyon                | Сем                        |
| 2002 | ф  | Влада вогню                     | Reign of Fire                | Аберкромбі Квінн           |
| 2002 | ф  | Еквілібріум                     | Equilibrium                  | Джон Престон               |
| 2004 | ф  | Машиніст                        | El Maquinista                | Тревор Рєзнік              |
| 2004 | а  | Мандрівний замок                | ハウルの動く城               | Хаул (англ. дубляж)        |
| 2005 | ф  | Бетмен: Початок                 | Batman Begins                | Брюс Вейн / Бетмен         |
| 2005 | ф  | Новий Світ                      | The New World                | Джон Рольф                 |
| 2005 | ф  | Круті часи                      | Harsh Times                  | Джим Девіс                 |
| 2006 | ф  | Рятівний світанок               | Rescue Dawn                  | Дітер Денглер              |
| 2006 | ф  | Престиж                         | The Prestige                 | Альфред Борден             |
| 2007 | ф  | Потяг до Юми                    | 3:10 to Yuma                 | Ден Еванс                  |
| 2007 | ф  | Мене там немає                  | I'm Not There                | Джек Роллінз / Пастор Джон |
| 2008 | ф  | Темний лицар                    | The Dark Knight              | Брюс Вейн / Бетмен         |
| 2009 | ф  | Термінатор: Спасіння прийде     | Terminator Salvation         | Джон Коннор                |
| 2009 | ф  | Джонні Д.                       | Public Enemies               | Мелвін Первіс              |
| 2010 | ф  | Боєць                           | The Fighter                  | Діккі Еклунд               |
| 2011 | ф  | Квіти війни                     | 金陵十三钗                   | Джон Міллер                |
| 2012 | ф  | Темний лицар повертається       | The Dark Knight Rises        | Брюс Вейн / Бетмен         |
| 2013 | ф  | З пекла                         | Out of the Furnace           | Рассел Бейз                |
| 2013 | ф  | Американська афера              | American Hustle              | Ірвінг Розенфельд          |
| 2014 | ф  | Вихід: Боги та царі             | Exodus: Gods and Kings       | Мойсей                     |
| 2015 | ф  | Лицар кубків                    | Knight of Cups               | Рік                        |
| 2015 | ф  | Гра на пониження                | The Big Short                | Майкл Беррі                |
| 2016 | ф  | Обітниця                        | The Promise                  | Крістофер Маєрс            |
| 2017 | ф  | Вороги                          | Hostiles                     | капітан Джозеф Дж. Блокер  |
| 2018 | ф  | Книга джунглів: Початок         | Mowgli: Legend of the Jungle | Багіра (голос)             |
| 2018 | ф  | Влада                           | Vice                         | Дік Чейні                  |
| 2019 | ф  | Форд проти Феррарі (Аутсайдери) | Ford v Ferrari               | Кен Майлз                  |
| 2022 | ф  | Тор: Кохання та грім            | Thor: Love and Thunder       | Ґорр Убивця богів          |
| 2022 | ф  | Амстердам                       | Amsterdam                    | Берт                       |
| 2022 | ф  | Блідо-блакитне око              | The Pale Blue Eye            | Август Ландор              |
| 2023 | а  | Хлопчик і чапля                 | 君たちはどう生きるか         | Сеїті Макі (англ. дубляж)  |
| 2026 | ф  | Наречена                        | The Bride                    | Потвора Франкенштайна      |
|      | ф  | Медден                          | Madden                       | Ел Девіс                   |

### Телебачення
| Рік  |    | Українська назва  | Оригінальна назва              | Роль                   |
| ---- | -- | ----------------- | ------------------------------ | ---------------------- |
| 1986 | тф |                   | Anastasia: The Mystery of Anna | Олексій                |
| 1987 | с  |                   | Heart of the Country           | Бен Гарріс (4 епізоди) |
| 1990 | тф | Острів скарбів    | Treasure Island                | Джим Гокінс            |
| 1991 | тф |                   | A Murder of Quality            | Тім Перкінс            |
| 1999 | тф | Марія, мати Ісуса | Mary, Mother of Jesus          | Ісус Христос           |

### Відеоігри
| Рік  |    | Українська назва | Оригінальна назва | Роль                       |
| ---- | -- | ---------------- | ----------------- | -------------------------- |
| 2005 | вг | Batman Begins    | Batman Begins     | Брюс Вейн / Бетмен (голос) |